# أكياد القبلية
قرية أكيادالقبلية هي إحدى القرى التابعة لمركز فاقوس في محافظة الشرقية في جمهورية مصر العربية. حسب إحصاءات سنة 2006، بلغ إجمالي السكان في أكيادالقبلية 18696 نسمة، منهم 9457 رجل و9239 امرأة.